# Lhommeia aediphlebia
Lhommeia aediphlebia là một loài bướm đêm trong họ Geometridae.